# Marco Kaffenberger
Marco Kaffenberger (* 9. Juli 1996 in Lindenfels) ist ein deutscher Fußballspieler. 

## Karriere
Nach seinen Anfängen in der Jugend vom KSV Reichelsheim, SV Darmstadt 98, 1. FC Kaiserslautern und FSV Frankfurt wechselte er im Sommer 2014 in die Jugendabteilung von Eintracht Braunschweig. Nachdem er eine Spielzeit für deren zweite Mannschaft gespielt hatte, wechselte er im Sommer 2016 zu den Stuttgarter Kickers. Im Sommer 2017 erfolgte sein Wechsel zum Drittligisten Werder Bremen II. Dort kam er auch zu seinem ersten Einsatz im Profibereich, als er am 29. April 2018, dem 36. Spieltag, beim 3:0-Auswärtssieg gegen den FC Rot-Weiß Erfurt in der 88. Spielminute für Niklas Schmidt eingewechselt wurde.
In Bremen blieb Kaffenberger bis zur Sommerpause 2019. Im Juli 2019 meldete der BSV Rehden aus der Regionalliga Nord die Verpflichtung Kaffenbergers.